# آتشکده قلعه کهنه
قلعه کهنه چهارطاقی (آتشکده) یا آتشکده خرم دشت مربوط به دوره ساسانیان است و در شهرستان کاشان، روستای خرم دشت واقع شده و این اثر در تاریخ ۵ اسفند ۱۳۴۱ با شمارهٔ ثبت ۴۳۱ به‌عنوان یکی از آثار ملی ایران به ثبت رسیده‌است.